# Lepus sinensis
La liebre china (Lepus sinensis) es una especie de liebre de la familia Leporidae y único miembro del subgénero Sinolagus.

## Características generales
Miden entre 35 y 45 cm de largo y se alimenta de hojas, brotes verdes y ramitas. Es de hábitos nocturnos aunque ocasionalmente se le puede encontrar en actividad durante el día. Se reproduce entre abril y agosto, y la camada suele ser de tres crías.

## Distribución geográfica y hábitat
Se encuentra en el sureste de China desde el río Yangtse hacia el sur; Taiwán y el noreste de Vietnam. Su hábitat son las zonas montañosas con pastizales y la vegetación de matorrales.